# Sialkot
Sialkot er en by i det nordøstlige Pakistan med 591.668(2017) indbyggere. Byen ligger i distriktet Punjab, tæt ved grænsen til Jammu og Kashmir Indien.
Byen er mest kendt for eksport af kirurgisk udstyr, men har også stor fremstilling af sportsudstyr, bl.a. fodbolde og tennisketsjere. Byen er såvel også kendt for sine kirker, det er den eneste muslimske by i verden med færre moskeer end kirker.